# 绝对防卫利维坦
《绝对防卫利维坦》（日语：絶対防衛レヴィアタン）是由GREE发售的社交网络游戏，以及将之作为原作而制作的电视动画。

## 概要
在幻想的世界中的角色美少女拟人化的卡片战斗类型RPG。对应的机种是Android2.3以上/iOS5以上。基本游戏免费，物品付费。2012年10月26日开始事前登录，2013年4月3日开始服务。使用卡片探索并收集育成卡片，在战斗中和朋友协力召唤“防守者”进行战斗。动画制作由GONZO负责。

## 登場角色

### 主要角色
利維坦（聲優：早見沙織）
本作主要主角，『忘记笑脸的少女』。在深林里居住的为数不多的龙族少女。本来和兄长一起住，但兄长现在去向不明。使用由兄长给的三叉戟能自在的操控水，小时候并不能很好的控制。喜欢喝麥茶。動畫第10話從噴火山莊的女掌櫃收下進化之石並被選上而進化，進化後的利維坦力量並未馬上湧現，而是在變身龍形的狀態下急需力量時才會有效，進化後不但力量增幅且外貌也變化不少（髮色變金髮，服裝也被改變）。名字源自希伯來聖經裡象徵邪惡的一種海怪，常被描述鯨豚或鱷魚的形狀。
巴哈姆特（聲優：喜多村英梨）
本作主角之一，『自由奔放的大小姐』。哈魯納镇的魔道士レージ・ロゥ(雷吉.洛爾)的女儿，也是龙族少女。使用魔杖放出火焰，还不能很好的使用。仆娘。喜欢吃布丁。头上戴有特殊标记的红色二分帽，貧乳。動畫第12話在監察者入侵前夕從父親的日記意外得知自己是母親的拖油瓶非父親的生女而受到打擊，因此離家出走。名字源自阿拉伯神話中的一種水中生物，近代常被傳為巨龍。
尤爾姆岡特（聲優：竹達彩奈）
本作主角之一，『温柔的大力士』。代替トラヴィス叔父（拖拉比斯叔叔）在配送石炭，有着褐色肌肤的龙族少女。力气很大，使用大型的斧頭。喜欢吃牛丼，動畫第4話得知是位孤兒，由礦工們收養，除她外還有三個義妹。名字源於北歐神話中登場的蛇型怪物，是洛基和巨人安格爾波達生下的三個魔物之一。
賽洛普（聲優：花澤香菜）
本作主角之一，『喋喋不休的妖精』。为了从来自陨石的侵略者那里保护Aquafall而要结成Aquafall防衛隊，并正在为此招募同伴。虽然利維坦一開始拒绝了她的邀请，但仍然和她一同行动。小小的身體能吃下難以想像的大量食物。能呼喚不少大地之主並聽得懂他們的語言，如虹蛇和火龍，原因不明（可能妖精都有此能力）。

### 其他人物
利維坦的兄長（聲優：近藤隆）
動畫中尚未正式登場，只出現於利維坦的回憶與夢境中。神韻與利維坦相似，本來一直與利維坦生活在一起，不久前卻失去行蹤，利維坦只記得最後一次見面是在海邊。似乎有更好的控水能力，利維坦所持的三叉戟也是他所給的，因此利維坦特別珍視這把三叉戟。動畫第12話中於夢境要求利維坦加入Aquafall防衛隊保護這顆星球。
レージ・ロゥ (雷吉.洛爾)（聲優：乃村健次）
哈魯納鎮上最強的魔道士，巴哈姆特的父親。似乎有查覺到隕石侵略者帶來的危機而招募鎮民抵禦。
動畫第12話中得知當年救了還是嬰兒時的巴哈姆特和她母親，之後娶了巴哈姆特的母親並收養巴哈姆特。所以實際上他與巴哈姆特並無血緣關係，即使如此仍相當疼愛她，在巴哈姆特母親死後將巴哈姆特視為她留下的重要託付。雖然早晚還是會告知巴哈姆特真相，卻沒想到在監察者入侵前夕日記被巴哈姆特發現而提早揭發。
ケートー（聲優：笹本菜津枝）
龙键尻尾亭的主人。
姆休弗修（聲優：阿久津加菜）
利維坦的邻居，女性。
ガルグイユ（聲優：山本綾）
槌之子（聲優：水野マリコ）
龙键尻尾亭的服务员。
安賽兒（聲優：長妻樹里）
龙键尻尾亭的服务员。
歐爾泰德（聲優：阪口周平）
斯芬克斯（聲優：長妻樹里）
巴哈姆特家的女仆。
保安官（聲優：宮澤正）
レージ・ロゥ的部下，哈魯納鎮的保安官，年事已高。
翼龍（聲優：七瀬亞深）
レージ・ロゥ的部下，哈魯納鎮的守門人，一頭黃橙色的長髮。在發現身負重傷的調查員後將他帶回至レージ・ロゥ的住宅並受託強化哈魯納的鎮上警戒，在發現監察者開始接近哈魯納後以火弓對全鎮發出警報。翼龍是英格蘭國徽上常出現的生物，體型小，雙足雙翼，尾有刺。
雞蛇（聲優：月本皇子）
レージ・ロゥ的部下，擁有石化敵人的能力。名字源自一種頭如雞，身如龍（兩足），尾如蛇，沒有羽卻有鱗的怪物。據說從雞蛋孵化，目光可使敵人致命。
調查員（聲優：曾元拓也）
レージ・ロゥ雇請來調查隕石真面目的志願者，本是三人一起行動，確認隕石就是監察者並見識到牠將臨鎮摧毀後立刻跑到哈魯納回報，卻沒想到中途遇上監察者並遭攻擊，最後僅一人身負重傷回來。
虹蛇
住在沼澤的巨大黑龙，外表看似兇惡但個性還好，體內擁有四個胃。
動畫第3話中曾在沼澤中不小心吞下尤爾姆岡特的斧頭而感不適，因此讓利維坦一行人進體內搜尋，意外發現虹蛇體內大量寄生並影響其健康的外星生物托利普，利維坦等人將托利浦消滅後成功找到斧頭，虹蛇便答應今後有麻煩可找他求助，此外似乎對利維坦有特別的好感。名字源自澳洲原住民神話中有七彩外表的長蛇。
小金、小屬、小龍（聲優：佐藤美由希、西野ゆみこ、平田真菜）
尤爾姆岡特的義妹們，三個年紀和性格都差不多，經常玩在一起，講話常混在一起講。動畫第11話在神秘少年牽引下到泉之神殿找到昏迷的海奎特並協同找水將她救醒。
神秘少年（聲優：三瓶由布子）
本名尚未知，在利維坦一行人於海灘遊玩時遇上的藍髮男孩。似乎對Aquafall防衛隊的力量有所期待，因此引導她們進泉之神殿，其目的尚未知。另有數位同伴（聲優：森優子、内山夕實）。レージ・ロゥ似乎知道其真身。
海奎特（聲優：金田朋子）
負責守護泉之神殿的少女侍者，其一族人為世世代代負責守護侍奉該神殿的神官，但現今該族只剩她一人。
動畫中在利維坦一行人於神殿內找到利維坦的三叉戟遭監察者和大量托利普襲擊時展開結界並將她們帶至安全的地方。另外動畫開頭的旁白也由她擔任。名字源自古埃及神祇中的水之女神，掌管生育創造與玉米發芽，形象多為青蛙或蛙臉的女性，而這名字用日文念也意外和青蛙有點像。
忍者（聲優：巽悠衣子）
溫泉旅館噴火山莊的女掌櫃，外表嬌小可愛得像小女孩，不過實際年齡應該沒那麼小，且非常不喜歡別人說她「可愛」。雙親去世，因此目前只剩自己和蜥蜴人倆經營這間溫泉旅館。由於近日因附近的羅吉瑪火山狀況異常，導致溫泉水量日益減少，使噴火山莊營收每下愈況，有瀕臨倒閉的危機。在利維坦一行人幫助溫泉恢復後送她們一塊進化之石做謝禮。名字源自遊戲中的兩張R卡片。
蜥蜴人（聲優：遠藤綾）
溫泉旅館噴火山莊的店員，外表看起來比女掌櫃成熟。名字源自遊戲中的兩張R卡片。
火龍（聲優：荒川總太）
住在羅吉瑪火山的火山之主。由於近日生病的原故，導致火山的力量銳減，身體也縮小至和妖精差不多。動畫第10話利維坦一行人找到他並得知醫治方法後，分頭前往北方山谷、東方瀑布和南方洞穴找燦銀花、苦情草和唯此菇等藥材製成藥丸。火龍康復後力量回復，火山和溫泉都回復原貌，同時火龍也答應利維坦成為其眷屬守護獸，有需要便可招喚他。

## 用語
- Aquafall（アクアフォール）

故事的舞台，一顆和地球一樣是富有水和植物的星球。遊戲中該星球上共有七個種族，分別為龍族、神族、獸族、魔族、精靈族、亞人族和人族。
- 哈魯納

動畫中利維坦等主角們所居住的城鎮。
- 召喚玉

遊戲中消耗召喚玉可召喚眷屬守護獸，召喚玉分等級，銅屬性可召喚一星守護獸，還有特殊召喚玉。動畫中利維坦曾陰錯陽差下砸碎了召喚玉而順勢招喚出虹蛇來救了受困於礦坑中尤爾姆岡特的義父們。
- 艾波利亞斯（エイボリアス）

遊戲中的怪物通稱，乘著隕石來Aquafall的侵略者。分別為監察者、和托利普。
- 托利普（トリプ）

小但數量較多的艾波利亞斯。外觀多為蟲形，戰鬥力不強，但有堅硬的外殼。
- 監察者（ルーカサイト）

大但數量較少的艾波利亞斯。體型巨大，擁有不小的戰鬥力，體內藏有大量的托利普。
- 柱

浮在空中的石塊，流著泉水支持Aquafall星球中樞，一共72根，固定於星辰各處。
- 泉之神殿（泉の神殿）

Aquafall的星球中樞，原本由柱所流出的泉水支持著，外圍環繞者樹海，受托利普和監察者侵入後失去支持，周邊已變成沙漠。

## 电视动画
2013年4月开始在东京电视台播放。旁白由金田朋子担当。对于制作商的GREE来讲这是第一次将社交游戏和动画同时展开的尝试。

### 工作人员
- 原作 - GREE
- 監督 - 八谷賢一
- 系列構成 - 井出安軌
- 角色设计 - 大隈孝晴
- 総作画監督 - 清丸悟
- 道具设计 - 宮脇謙史
- 美術设计 - 青木智由紀
- 色彩設計 - 甲斐けいこ
- 美術監督 - 小倉一男
- 3D监督 - 森中亮
- 撮影監督 - 關谷能弘
- 編集 - 廣瀨清志
- 音楽 - 菊谷知樹、寺田志保
- 音響監督 - 森田洋介
- 执行制作人 - 遠藤哲哉、石川真一郎、真保安一郎、林裕之、喜本孝
- 制作人 - 紅谷佳和、古川慎、依田一、後藤大輔
- 协助制作人 - 石川哲也、星野禎、福良啓、後藤謙治
- 动画制作人 - 奥山真吾
- 动画制作 - GONZO
- 製作 - 利維坦製作委員会（東京電視台、dentsu、GONZO、GREE）

### 主題歌
片头曲「始まりのResolution」
作詞 - rino / 作曲、編曲 - 菊谷知樹 / 歌 - カンノユキ
片尾曲「Truly」
作詞 - ペンネとアラビアータ / 作曲 - toiza71 / 編曲 - toiza71&Atsuhiro Watanabe / 歌 - PASSPO☆
插入曲「You must.」
作詞 - 大森友歌 / 作曲 -  大凪樹 / 編曲 - 菊谷知樹 / 歌 - カンノユキ

### 各集列表
| 話數   | 日文標題 | 中文標題                 | 脚本     | 分镜            | 演出       | 作画監督                      |
| ------ | -------- | ------------------------ | -------- | --------------- | ---------- | ----------------------------- |
| 第1話  |          | 絕對要讓你成為同伴的嘛！ | 井出安軌 | 八谷賢一 許平康 | 許平康     | 小美野雅彦                    |
| 第2話  |          | 絕對會上癮的嘛！         | 井出安軌 | 西本由紀夫      | 西本由紀夫 | 鎌田祐輔                      |
| 第3話  |          | 絕對要去最深處的嘛！     | 雜破業   | 別所誠人        | 池田重隆   | 牛島勇二 服部憲知             |
| 第4話  |          | 絕對會喊的嘛！           | 井出安軌 | 長田繪里        | 長田繪里   | 高瀨さやか、三室健太 海堂浩幸 |
| 第5話  |          | 絕對要度假的嘛！         | 雑破業   | 西本由紀夫      | 伊魔崎齋   | 飯泉俊臣 津田崇               |
| 第6話  |          | 絕對會報仇的嘛！         | 雑破業   | 大畑晃一        | 橋口洋介   | 熊膳貴志                      |
| 第7話  |          | 絕對會找到的嘛！         | 井出安軌 | 博史池畠        | 博史池畠   | 鎌田祐輔                      |
| 第8話  |          | 絕對很可疑的嘛！         | 井出安軌 | 福田道生        | 橫田一平   | 德倉榮一                      |
| 第9話  |          | 絕對要泡個澡的嘛！       | 雜破業   | 大畑晃一        | 前園文夫   | 牛島勇二 服部憲知             |
| 第10話 |          | 絕對會讓你精神起來的嘛！ | 雜破業   | 西本由紀夫      | 白石達也   | 小林亮 白石達也               |
| 第11話 |          | 絕對會讓你復活的嘛！     | 井出安軌 | 大畑晃一        | 美甘義人   | 高瀨さやか 土屋友次           |
| 第12話 |          | 絕對會受打擊的嘛！       | 井出安軌 | 福田道生        | 橋口洋介   | 熊膳貴志                      |
| 第13話 |          | 絕對會防衛這裡的嘛！     | 井出安軌 | 長田繪里        | 長田繪里   | 海堂浩幸 三室健太             |

### 播放电视台
| 播放地區       | 播放電視台   | 播放日期             | 播放時間（UTC+9）         | 所屬聯播網 | 備註                                                  |
| 首播           | 首播         | 首播                 | 首播                      | 首播       | 首播                                                  |
| -------------- | ------------ | -------------------- | ------------------------- | ---------- | ----------------------------------------------------- |
| 關東廣域圈     | 東京電視台   | 2013年4月6日－7月6日 | 星期六 23時30分－23時55分 | 東京電視網 | 製作局 有字幕                                         |
| 北海道         | TV北海道     | 2013年4月6日－7月6日 | 星期六 23時30分－23時55分 | 東京電視網 | 同時局 有字幕                                         |
| 愛知縣         | 愛知電視台   | 2013年4月6日－7月6日 | 星期六 23時30分－23時55分 | 東京電視網 | 同時局 有字幕                                         |
| 大阪府         | 大阪電視台   | 2013年4月6日－7月6日 | 星期六 23時30分－23時55分 | 東京電視網 | 同時局 有字幕                                         |
| 岡山縣、香川縣 | 瀨戶內電視台 | 2013年4月6日－7月6日 | 星期六 23時30分－23時55分 | 東京電視網 | 同時局 有字幕                                         |
| 福岡縣         | TVQ九州放送  | 2013年4月6日－7月6日 | 星期六 23時30分－23時55分 | 東京電視網 | 同時局 有字幕                                         |
| 日本全國       | NICONICO直播 | 2013年4月8日－       | 星期一 23時30分－24時00分 | 網路電視   |                                                       |
| 日本全國       | AT-X         | 2013年4月24日－      | 星期三 23時30分－24時00分 | 衛星電視   | 有重播                                                |
| 重播           |              |                      |                           |            |                                                       |
| 關東廣域圈     | 東京電視台   | 2013年7月7日－       | 星期日 25時35分－26時05分 | 東京電視網 | 製作局 新映像「絕對防衞利維坦 迷你 篝火劇場」追加放送 |

| 日本 東京電視台 星期六23:30-23:55節目 | 日本 東京電視台 星期六23:30-23:55節目 | 日本 東京電視台 星期六23:30-23:55節目 |
| ------------------------------------- | ------------------------------------- | ------------------------------------- |
|                                       | 絕對防衞利維坦 （2013年4月6日-）      |                                       |
| 探險托里蘭托                          | 小鎮有你                              |                                       |

## Web电台
以『絶対防衛! ラジオたん!』为标题，从2013年4月8日开始在音泉播放。隔週周一更新。
参加者
- 早見沙織（レヴィアタン配音）
- 長妻樹里（「アクアフォール防衛隊」宣伝隊長）

## 註解
1. ↑  . ファミ通.com. エンターブレイン. 2013-03-04  [2013-03-15]. （原始内容存档于2013-03-07）.
2. ↑  . Social Game Info. 2013-04-05  [2013-04-08]. （原始内容存档于2013-07-25）.
3. ↑  . まんたんウェブ. 毎日新聞社. 2013-03-04  [2013-03-15]. （原始内容存档于2013-03-07）.
4. ↑  動畫翻譯組極影翻譯是槍，但就其外觀看比較像三叉戟。基本上槍與戟本身就是相近的武器，因此不算翻譯錯誤。
5. ↑  . アニメイトTV. フロンティアワークス. 2013-04-05  [2013-04-08]. （原始内容存档于2013-05-06）.
6. ↑  也稱牛肉蓋飯。
7. ↑  三人名字合在一起就是金屬龍（メタルドラゴン）。
8. Drake是古英語人名，涵義是蛇或龍。
9. ↑  . TVアニメ『絶対防衛レヴィアタン』 | スペシャルサイト.   [2013-03-21]. （原始内容存档于2013-03-24）.
10. ↑  . 音泉トピックス. タブリエ・コミュニケーションズ. 2013-03-18  [2013-03-21]. （原始内容存档于2013-05-03）.